# Oedipina maritima
La salamandra marítima (Oedipina maritima) es una especie de salamandras panameñas del género Oedipina en grave peligro de extinción, pues sólo habita la isla Escudo de Veraguas, en la provincia de Bocas del Toro.
Su hábitat natural son las selvas y manglares.
Está amenazada de extinción debido a la destrucción de su hábitat.